# Scarlett Lee
Scarlett Lee (* 20. September 1997) ist eine britische Sängerin. 2018 erreichte sie den zweiten Platz in der fünfzehnten Staffel des britischen Musikwettbewerbs The X Factor. Sie war zuvor schon in der vierzehnten Staffel zu sehen gewesen, wo sie allerdings in der Six-Chair Challenge ausschied.

## Karriere

### 2017:The X Factor
Lee bewarb sich 2017 das erste Mal für The X Factor im Alter von 19 Jahren, wo sie die Six-Chair Challenge erreichte.  Dort wurde ihr von ihrer Mentorin Sharon Ousbourne zuerst ein Platz gegeben, nachdem sie Without You von David Guetta und Usher gesungen hatte. Später musste sie ihren Platz abgeben, nachdem sie in einem Sing-Off gegen Rai-Elle Williams und Alisah Bonaobra verloren hatte.

### 2018: Rückkehr zuThe X Factor
Lee entschied sich 2018 erneut, bei der Show und vor den Juroren Simon Cowell, Robbie Williams, Ayda Field und Louis Tomlinson vorzusingen. In ihrer ersten Audition sang sie ihren selbst geschriebenen Titel Survival, wurde von Cowell aber gestoppt, der vom Lied nicht begeistert war. Als zweiten Song sang sie Never Enough von Loren Allred, was ihr vier „Ja“ der Jury und Begeisterung der Zuschauer einbrachte.
Nach dem Viertelfinale, wo Bella Penfold ausschied, war Lee die letzte Kandidatin ihrer Kategorie Girls. Im Finale konnte sie allerdings nur den zweiten Platz hinter Dalton Harris erreichen.
| The X Factor performances and results | The X Factor performances and results                       | The X Factor performances and results | The X Factor performances and results                                 |
| Show                                  | Titelauswahl                                                | Thema                                 | Ergebnis                                                              |
| ------------------------------------- | ----------------------------------------------------------- | ------------------------------------- | --------------------------------------------------------------------- |
| Auditions                             | "Survival" – Scarlett Lee                                   | -                                     | Weitergekommen in Six-Chair Challenge                                 |
| Auditions                             | "Never Enough" – Loren Allred                               | -                                     | Weitergekommen in Six-Chair Challenge                                 |
| Six-Chair Challenge                   | "Piece by Piece" – Kelly Clarkson                           | -                                     | Weitergekommen in Judges' Houses                                      |
| Judges’ Houses                        | "I Didn’t Know My Own Strength" – Whitney Houston           | -                                     | Weitergekommen in Live Shows                                          |
| Live Show 1                           | "(You Make Me Feel Like) A Natural Woman" – Aretha Franklin | This is Me                            | Weitergekommen in nächste Runde                                       |
| Live Show 2                           | "Always on My Mind" – Elvis Presley                         | Guilty Pleasures                      | Weitergekommen in nächste Runde                                       |
| Live Show 3                           | I Put a Spell on You" – Screamin’ Jay Hawkins               | Fright Night                          | Weitergekommen in nächste Runde                                       |
| Live Show 4                           | "I’ll Never Love Again" – Lady Gaga                         | Movie Night                           | Weitergekommen in nächste Runde                                       |
| Viertelfinale                         | "Can’t Take My Eyes Off You" – Frankie Valli                | Big Band                              | Weitergekommen in nächste Runde                                       |
| Halbfinale                            | "This Is Me" – Keala Settle                                 | Get Me to the Final (Part I)          | Weitergekommen in nächste Runde                                       |
| Halbfinale                            | "The Winner Takes It All" – ABBA                            | Mamma Mia                             | Weitergekommen in nächste Runde                                       |
| Halbfinale                            | "I Didn’t Know My Own Strength" – Whitney Houston           | Get Me to the Final (Part II)         | 3. Platz                                                              |
| Halbfinale                            | "This Is Me" – Keala Settle                                 | Sing-Off                              | Weitergekommen in nächste Runde (durch Zuschauervoting nach Sing-Off) |
| Finale                                | "Your Song" – Elton John                                    | -                                     | 2. Platz                                                              |
| Finale                                | "Angels" mit Robbie Williams                                | Siegersong                            | 2. Platz                                                              |
| Finale                                | "One More Sleep" mit Leona Lewis                            | Siegersong                            | 2. Platz                                                              |

### 2019–heute: Bevorstehende Musik
2019 trat Lee beim Derby Festival und Pride in Aberdeen auf. Während einem Interview mit Daily Mirror gab sie bekannt, sie arbeite an ihrem Solo-Debütalbum und plane außerdem eine Plus-Size Bekleidungslinie herauszubringen.
Nachdem sie vier Singles veröffentlichte, nahm sie 2024 an American Idol teil.

## Privatleben
Lee wurde am 20. September 1997 in Surrey in England Geboren. Bevor sie bei The X Factor zu sehen war, arbeitete sie als Visagistin. Während der Show war sie in Feuer involviert, als der Wohnwagen ihres Bruders Feuer fing. Lee war zu der Zeit im benachbarten Wagen und wurde später in ein Krankenhaus transportiert. Im Januar 2019 verlobte sie sich mit ihrem Freund Nathan Shaw.